# IC 3112
IC 3112 ist eine Spiralgalaxie vom Hubble-Typ Sb? im Sternbild Jagdhunde am Nordsternhimmel. Sie ist schätzungsweise 340 Millionen Lichtjahre von der Milchstraße entfernt.
Das Objekt wurde am 23. März 1903 von Max Wolf entdeckt.